# Hale Smith
Hale Smith (* 29. Juni 1925 in Cleveland/Ohio; † 24. November 2009 in Freeport, New York City) war ein US-amerikanischer Komponist, Arrangeur, Pianist und Musikpädagoge.
Smith hatte ab dem siebenten Lebensjahr Klavierunterricht und wuchs mit klassischer Musik und Jazz auf. In seiner Highschool-Zeit spielte er Jazz mit Ernie Freeman, Brenton Banks, Howard Roberts und Aaron Bell. Nach dem Militärdienst studierte er von 1946 bis 1952 am Cleveland Institute of Music bei Ward Lewis und Marcel Dick. 1952 gewann er den Student Composer's Award der Broadcast Music Inc.
1958 ging er nach New York, wo er als Herausgeber und Berater für die Musikverlage E.B. Marks, C.F. Peters, Frank Music Corp. und Sam Fox Music Publishers wirkte und mit den Jazzmusikern Chico Hamilton, Dizzy Gillespie, Eric Dolphy, Randy Weston, Melba Liston, Ahmad Jamal und Oliver Nelson zusammenarbeitete. Bis 1970 unterrichtete er am C.W. Post College in Long Island, danach war er Professor für Musik an der University of Connecticut. Als Lehrer, musikalischer Wegbegleiter und Freund hatte er maßgeblichen künstlerischen Einfluss auf Musiker wie Ron Ancrum, Regina Baiocchi, Dizzy Gillespie, Chico Hamilton, Marilyn Harris, Isaac Hayes, Ahmad Jamal, Quincy Jones, Isaac Hayes, Abbey Lincoln, Melba Liston, Oliver Nelson, Jessye Norman, Horace Silver, Randy Weston, Howard Swanson und Eric Dolphy.

## Werke
- Four Mosaics für Klavier, 1948
- Three Songs für Alt, 1949
- Beyond the Rim of Day für hohe Stimme und Klavier, 1950
- Two Kids für gemischten Chor, 1950
- Ferma, Schauspielmusik zum Stück von Federico García Lorca, 1951
- The Valley Wind für mittlere Stimme und Klavier, 1951–55
- Orchestral Set, 1952
- Lysistrata, Schauspielmusik zum Stück von Aristophanes, 1952
- Duo for Violin & Piano, 1953
- In Memoriam-Beryl Rubenstein für gemischten Chor, Kammerorchester und Klavier, 1953
- Blood Wedding, Schauspielmusik zum Stück von Federico Garcia Lorca, 1953
- Sonata for 'Cello & Piano, 1955
- Epicedial Variations 1956, 1956
- Five Songs for Soprano and Violin, 1956
- Two Love Songs of John Donne für Sopran, Streichquartett und Bläserquintett, 1958
- Three Brevities for Solo Flute, 1961
- Contours for Orchestra, 1961
- By Yearning and By Beautiful für Streichorchester, 1964
- Somersault: A Twelve Tone Adventure for Band, 1964
- Take A Chance: An Aleatoric Episode for Band, 1964
- Trinal Dance, 1965
- Evocation für Klavier, 1965
- Faces of Jazz für Klavier, 1965
- Bold New Approach, Filmmusik, 1966
- Expansions 1967, 1967
- Nuances of Hale Smith, Filmmusik, 1968
- Exchanges für Trompete und Otchester, 1970
- Anticipations, Introspections, and Reflections für Klavier, 1971
- Concert Music for Piano and Orchestra, 1972
- Come Back, My Youth, 1972
- Comes Tomorrow: Jazz Cantata für vier Solisten, gemischten Chor und Jazz-Rhythmusgruppe, 1972
- Introduction, Cadenzas and Interludes for Eight Players, 1974
- Ritual and Incantations für Orchester, 1974
- I'm Coming Home für gemischten Chor und Jazz-Rhythmusgruppe, 1974
- For One Called Billy für Klavier, 1975
- Variations for Six Players, 1975
- Toussaint L'Ouverture-1803 für gemischten Chor, 1976
- Innerflexions für Orchester, 1977
- Solemn Music für Orgel, vier Hörner, vier Trompeten und drei Posaunen, 1979
- Symphonic Spirituals für Solostimme und Orchester, 1980
- Meditations In Passage für Sopran, Bariton und Orchester oder Klavier, 1980–81
- Joplin's Dirty Rags für zwei Klaviere und Ragtime-Band, 1983
- Variations a Due, 1984
- Three Patterson Lyrics für Sopran und Klavier, 1985
- March and Fanfare for an Elegant Lady, 1986
- Mirrors: Rondo-Variations for Two Pianos, 1988
- Dialogues and Commentaries for Seven Players, 1991
- I'm Going To Sing für Tenor und Klavier, 1991
- Tra La La Lamia für Sopran, Tenor, Bariton und Klavier, 1991
- Variations on a Quasi Classical Tune for String Orchestra of Young Players, 1992
- Riverain für Bläser und Perkussion, 1993
- Ask Your Mama für zwei Erzähler und Jazzensemble, 1994
- Recitative and Aria for English Horn Solo, 1995
- A Ternion of Seasons für Holz- und Blechbläserquintett, Perkussion und Erzähler, 1996
- Breaking Bread With Egbert für Klavier, 1997
- Music for Martyrs für Bassstimme, Klavier und Trommel, 1997